# 夏洛特鎮區 (密蘇里州貝茨縣)
夏洛特鎮區（英語：Charlotte Township）是位於美國密蘇里州貝茨縣的一個行政鎮區。

## 地方資料
夏洛特鎮區的面積為93.15平方千米，當中陸地面積為92.91平方千米，而水域面積為0.24平方千米。根據2020年美國人口普查的數據，當地共有人口331人，而人口密度為每平方千米3.55人。